# Alessandro Perosa
Alessandro Perosa (Trieste, 11 settembre 1910 – Firenze, 12 agosto 1998) è stato un filologo italiano.

## Biografia
Laureato a Pisa, fu anche allievo della Scuola Normale Superiore di Pisa, dove si diplomò nel 1932 in Filologia classica. Fu segretario della Scuola fino al 1954. Dal 1955 al 1959 fu docente di filologia medievale e umanistica all'Università degli Studi di Cagliari; dal 1959 al 1980 a quella di Firenze. Nel 1997 l'Accademia Nazionale dei Lincei gli conferì il Premio Feltrinelli per la filologia.

### Attività editoriale
Tra le sue numerose edizioni critiche si ricordano quelle dei Carmina di Cristoforo Landino (Christophori Landini carmina omnia, ex codicibus manuscriptis primum edidit Alexander Perosa, Florentiae, in aedibus Leonis S. Olschki, 1939), di Alessandro Braccesi (Alexandri Braccii carmina, Alexander Perosa edidit, Firenze, Bibliopolis, 1943) e di Michele Marullo Tarcaniota (Carmina Michaelis Marulli, edidit Alessandro Perosa, Turici, in aedibus Thesauri Mundi, 1951); quella degli Epigrammi di Naldo Naldi (Epigrammaton liber Naldus Naldius Florentinus, edidit Alexander Perosa, Budapest, Egyetemi Nyomda, 1943); quella del Commentario alla Congiura dei Pazzi di Poliziano (Della congiura dei Pazzi (Coniurationis Commentarium), Padova, Antenore, 1958); quella dei Nuovi documenti per la storia del Rinascimento (con Tammaro De Marinis, Firenze, Olschki, 1970); l'antologia dei Renaissance latin verse (con John Sparrow, London, Duckworth, 1979 e Chapel Hill, University of North Carolina Press, 1979). La mole dei suoi contributi critici sulle principali riviste del settore e in miscellanee è stata raccolta nei tre volumi di Studi di filologia umanistica,  a cura di Paolo Viti, Roma, Edizioni di storia e letteratura, 2000.